# Anke Karstens
Anke Karstens (Berchtesgaden, 13 ottobre 1985) è una snowboarder tedesca.

## Biografia
Specialista di gigante parallelo e slalom parallelo, ha esordito in Coppa del Mondo di snowboard il 6 febbraio 2005 a Winterberg, in Germania.

## Palmarès

### Olimpiadi
- 1 medaglia:
  - 1 argento (slalom parallelo a Soči 2014).

### Coppa del Mondo
- Miglior piazzamento in classifica generale: 16ª nel 2008.
- Miglior piazzamento nella Coppa del Mondo di parallelo: 6ª nel 2013.
- Miglior piazzamento nella Coppa del Mondo di slalom parallelo: 15ª nel 2013.
- Miglior piazzamento nella Coppa del Mondo di slalom gigante parallelo: 7ª nel 2013.
- 6 podi:
  - 2 vittorie;
  - 1 secondo posto;
  - 3 terzi posti.

#### Coppa del Mondo - vittorie
| Data          | Luogo      | Paese  | Disciplina |
| ------------- | ---------- | ------ | ---------- |
| 15 marzo 2008 | Valmalenco | Italia | PGS        |
| 16 marzo 2013 | La Molina  | Spagna | PGS        |